# Den flygande holländaren (opera)
För andra betydelser, se Den flygande holländaren.
Den flygande holländaren (tyska: Der fliegende Holländer) WWV 63 är en tysk opera i tre akter med musik av Richard Wagner och med libretto av kompositören. Wagner dirigerade uruppförandet på Königliches Hoftheater Dresden den 2 januari 1843. Det centrala temat är försoning genom kärlek. Operan bygger på sjömanslegenden om Den flygande holländaren, vartill Wagner fick inspiration från Heinrich Heines Aus den Memoiren des Herrn von Schnabelewopski.
Verket är en tidig Wagner-opera från 1843 i Marschner-stil med starka musikaliska och vissa dramatiska effekter. Wagner har ännu inte hunnit utvecklats som originell dramaturg och tonsättare, varför operans uppbyggnad är ganska traditionell. Trots detta bedöms verkets kvalitéer tillräckliga för att den skall ingå i operahusens standardrepertoar. Verket ses ofta som hans genombrott för sin egen stil. Operan färdigställdes i sin originalversion 1841 och hade premiär den 2 januari 1843 med måttlig framgång. Den lades ner efter bara fyra föreställningar. År 1860 reviderade Wagner den ursprungliga versionen och ändrade ouvertyren och i synnerhet slutet musikaliskt. Verket visar tidiga försök till operastilar som skulle komma att prägla hans senare musikdramer. I Den flygande holländaren använder Wagner ett antal ledmotiv (bokstavligen "ledande motiv") som förknippas med karaktärerna och temana. Ledmotiven introduceras alla i ouvertyren, som börjar med ett välkänt havs- eller stormmotiv innan den övergår i holländar- och Sentamotiven. Wagner skrev ursprungligen verket för att framföras utan paus – ett exempel på hans strävan att bryta med traditionen – och även om dagens operahus ibland fortfarande följer detta direktiv, framförs det också i en version i tre akter.
Wagner hävdade i sin självbiografi Mein Leben från 1870 att han hade inspirerats att skriva operan efter en stormig sjöresa han gjorde från Riga till London i juli och augusti 1839. Han flyttade handlingen från Godahoppsudden i originalversionen från 1841 till Skottland och senare till Norge. I sin Självbiografiska skiss från 1843 erkände Wagner att han hade hämtat berättelsen från Heinrich Heines återberättelse av legenden i sin satiriska roman Mister von Schnabelewopskis memoarer från 1833 (Aus den Memoiren des Herrn von Schnabelewopski). Berättelsen om den nederländske kaptenen Bernard Fokke gav materialet till handlingen. Till skillnad från många andra sjöfarare lyckades han inte ta sig runt Godahoppsudden. Han försökte trotsa Gud och naturens krafter, men lyckades inte knäcka dem eftersom han förbannade dem, och sedan dess har han varit dömd att segla på världshaven för evigt med sitt spökskepp. Den som mötte detta skepp med en svart mast och blodröda segel var dömd till olycka
Operans autografmanuskript finns bevarat i Richard Wagners stiftelse.

## Historia

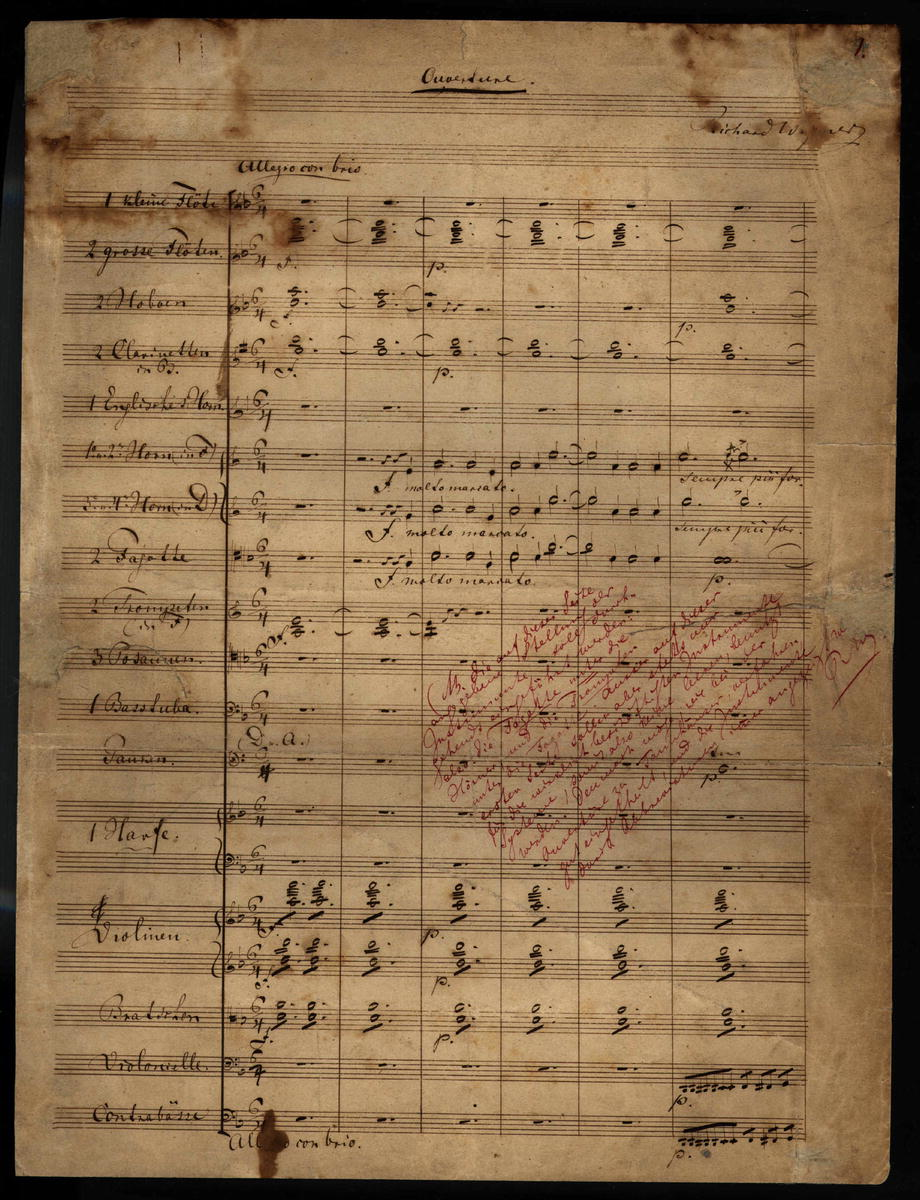
Den flygande holländaren ouvertyr. Manuskriptkopia med Wagners handstil med noter till hans förläggare. Endast 1 sida bevarad

I början av 1839 anställdes den 26-årige Richard Wagner som dirigent vid Hovteatern i Riga. Hans extravaganta livsstil plus att hans skådespelande fru Minna Planer drog sig tillbaka från scenen gjorde att han ådrog sig stora skulder som han inte kunde betala tillbaka. Wagner skrev Rienzi och smidde en plan för att fly från sina fordringsägare i Riga, fly till Paris via London och göra sig en förmögenhet genom att sätta upp Rienzi på Parisoperans scen. Denna plan förvandlades dock snabbt till en katastrof: efter att hans pass beslagtagits av myndigheterna för hans fordringsägares räkning var han och Minna tvungna att göra en farlig och olaglig överfart över den preussiska gränsen, under vilken Minna drabbades av ett missfall. De gick ombord på skonaren Thetis från Pillau (nuvarande Baltijsk utanför Kaliningrad). Skeppets kapten hade gått med på att ta dem utan pass, hindrades deras resa till sjöss av stormar och hög sjö. Skeppet tog vid ett tillfälle sin tillflykt till de norska fjordarna vid Tvedestrand, och en resa som förväntades ta åtta dagar förde slutligen Wagner till London tre veckor efter att de lämnat Riga. Om resan berättade han själv:
Den varade i tre och en halv vecka och var fylld av spänning. Tre gånger råkade vi in i en våldsam storm, och en gång tvingades kaptenen söka nödhamn i en norsk fjord. Färden i den norska skärgården gjorde ett starkt intryck på mig. Sägnen om den flygande holländaren, sådan jag fick höra den berättas av sjömännen, formade sig till en fixerad bild i min fantasi, just som om jag själv hade upplevt den bland sjörövare.
Man antar att det ställe där de sökte nödhamn var Sandviga på Hisøy vid Arendal. Men mer troligt är att det var Sandvika på ön Borøya i Oksefjorden. På Borøya fanns vid den här tiden en väderkvarn (som Wagner själv omnämner) och en gård som hette Dalane. Den norske skepparen i operan har Wagner kallat Daland. Den flygande holländaren är en sägenomspunnen gestalt, som spelat en stor roll i sjömännens fantasi. Att möta honom på havet betydde olycka. Heinrich Heine har tagit upp denna sägen i sin diktning, och Wagner har hämtat sitt stoff hos honom. Han berättar själv i sin självbiografi om detta:
Den flygande holländaren, som jag lärde känna på havet, band min fantasi. Jag hade också lärt känna Heines egenartade sätt att återge legenden i ett avsnitt ur hans Salon, i synnerhet det sätt, på vilket han behandlade havets Ahasverus.
I Wagners opera finns det möjlighet för holländaren att få Guds förlåtelse. Här möter man för första gången "frälsar"-tanken, som kom att spela en så stor roll i Wagners senare verk. Vart sjunde år får holländaren gå i land. Om han då möter en kvinna, som lovar honom sin trohet och som håller sitt löfte, blir han frälst från sin förbannelse. Till en början utgick han från Heines berättelse, men gjorde en avgörande och väsentlig förändring: han infogade tilläggsfiguren Erik, så att hans kvinnliga huvudperson, som han då kallade Senta, slits mellan denna verkliga älskare och den påhittade mystiska figuren holländaren. Längtan efter en älskad kvinnas eviga trohet är det centrala temat i detta verk.

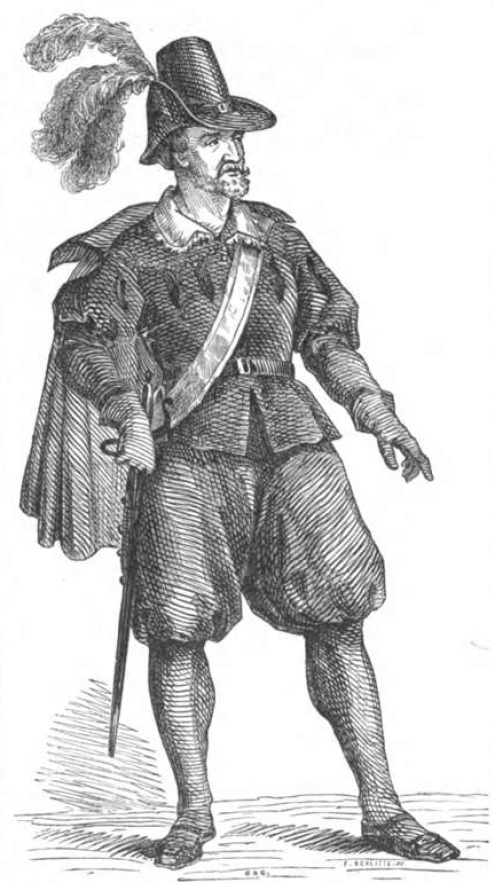
Johann Michhael Wächter som Holländaren vid premiären 1843

Efter en kort vistelse i London reste Wagner vidare till Paris, som var hans egentliga destination. Wagners upplevelse av Paris var katastrofal. Han kunde inte få arbete som dirigent, och operan ville inte sätta upp Rienzi. Wagners försattes i fattigdom och förlitade sig på allmosor från vänner och på den lilla inkomst som Wagner kunde tjäna på att skriva artiklar om musik och kopiera partitur. Wagner kom på idén om en enaktsopera på temat den flygande holländaren, som han hoppades skulle kunna framföras inför en balett på operan. I denna nödsituation var han också tvungen att sälja sin design till Den flygande holländaren till Parisoperan (den tonsattes 1842 under titeln Le vaisseau fantôme – "Spökskeppet" av Pierre-Louis Dietsch), eftersom han inte lyckades få en kompositionsbeställning för den själv. Från början av 1841 började han dock komponera verket själv, vars orkesterskiss han avslutade i augusti med anmärkningen "In Noth und Sorgen". I november blev även arbetet klart med partituret. Försöken att få den uruppförd i Berlin misslyckades.
Wagner skrev det första prosautkastet till berättelsen i Paris i början av maj 1840 och baserade berättelsen på Heinrich Heines satir "Mister von Schnabelewopskis memoarer" ("Aus den Memoiren des Herrn von Schnabelewopski") som publicerades i Der Salon 1834. I Heines berättelse betraktar berättaren en föreställning av en fiktiv teaterpjäs på temat om sjökaptenen som förbannas att segla för evigt för hädelse. Heine introducerar karaktären som en vandrande jude från havet, och lägger också till det grepp som Wagner så kraftfullt använde sig av i denna och många efterföljande operor: holländaren kan bara räddas genom kärleken till en trogen kvinna. I Heines version presenteras detta som ett medel för ironisk humor; Wagner tog dock detta tema bokstavligt och i sitt utkast är kvinnan trogen till döden.
I slutet av maj 1841 hade Wagner fullbordat librettot, eller dikten som han föredrog att kalla det. Komponerandet av musiken hade påbörjats under maj–juli året innan, 1840, då Wagner skrev Sentas ballad, de norska sjömännens sång i akt 3 ("Steuermann, lass die Wacht!") och den därpå följande Fantomsången av holländarens besättning i samma scen. Dessa komponerades för en provspelning på Parisoperan, tillsammans med en skiss av handlingen. Wagner sålde skissen till operachefen Léon Pillet för 500 franc, men lyckades inte övertyga honom om att musiken var värd något. Wagner komponerade resten av Den flygande holländaren under sommaren 1841, med uvertyren sist, och i november 1841 var orkestreringen av partituret klar. Partituret var tänkt att spelas kontinuerligt i en enda akt, men Wagner delade senare upp stycket i ett verk i tre akter. Genom att göra detta ändrade han dock inte musiken nämnvärt, utan avbröt bara övergångar som ursprungligen hade utformats för att flyta sömlöst (den ursprungliga enaktaren har återställts i vissa föreställningar).
I sitt ursprungliga utkast förlade Wagner handlingen till Skottland, men han ändrade platsen till Norge strax före den första uppsättningen som sattes upp i Dresden och dirigerades av honom själv på Semperoper i Dresden 2 januari 1843. I sin essä "Eine Mitteilung an meine Freunde" från 1851 hävdade Wagner att Holländaren representerade en ny start för honom: "Härifrån börjar min karriär som poet och mitt farväl som den som bara kokar ihop operatexter." Än i dag är operan det tidigaste av Wagners verk som framförs vid Festspelen i Bayreuth, och åtminstone för den teatern markerar den början på den mogna Wagnerkanon.
Den svenska premiären ägde rum på Stockholmsoperan den 24 januari 1872 med text i översättning av Fritz Arlberg och den iscensattes åter med premiär den 29 maj 1899, den 3 maj 1924, den 4 november 1948 och den 26 maj 1960 med den tyska originaltexten. Den har satts upp på Göteborgsoperan med premiär den 9 juni 1995, den  21 augusti 2009 och 17 feb 2024.

## Personer

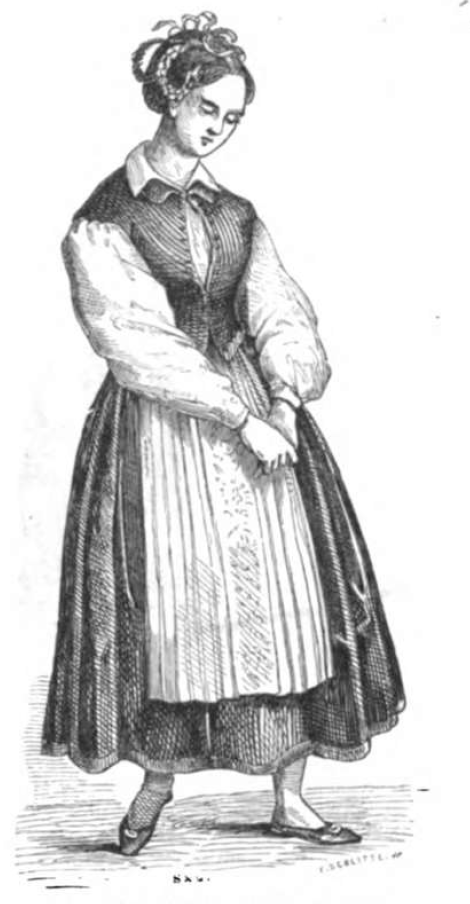
Wilhelmine Schröder-Devrient som Senta vid premiären 1843

| Roller                                               | Röstläge   | Premiärbesättning, 2 januari 1843 Dirigent: Richard Wagner | Svensk premiärbesättning 24 januari 1871 Dirigent: Ludvig Norman |
| ---------------------------------------------------- | ---------- | ---------------------------------------------------------- | ---------------------------------------------------------------- |
| Holländaren                                          | basbaryton | Johann Michael Wächter                                     | Fritz Arlberg                                                    |
| Senta, Dalands dotter                                | sopran     | Wilhelmine Schröder-Devrient                               | Fredrika Stenhammar                                              |
| Daland, en norsk sjökapten                           | bas        | Friedrich Traugott Reinhold                                | Anders Willman                                                   |
| Erik, en jägare och Sentas trolovade                 | tenor      | Carl Risse                                                 | Victor Dahlgren                                                  |
| Mary, Sentas amma                                    | kontraalt  | Thérèse Wächter                                            | Agnes Jacobsson                                                  |
| Dalands styrman                                      | tenor      | Wenzel Bielezizky                                          | Robert Ohlsson                                                   |
| Norska sjömän, holländarens besättning, unga kvinnor |            |                                                            |                                                                  |

## Orkesterbesättning
Den flygande holländaren är orkestrerad för följande instrument:
- piccolaflöjt, 2 flöjter, 2 oboer (en dubblerar på engelskt horn), 2 klarinetter, 2 fagotter
- 4 valthorn, 2 trumpeter, 3 tromboner, tuba
- timpani
- harpa
- 1:a och 2:s violiner, viola, celli och kontrabasar

on-stage
- 3 piccolaflöjter, 6 valthorn, tam tam, vindmaskin

## Handling
Norges sydkust ca 1650

### Akt I

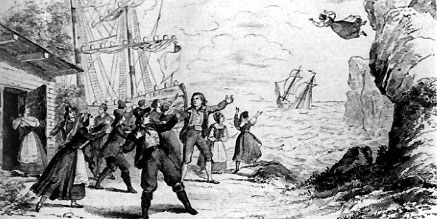
Holländarens första uppförande, Dresden 1843

Dalands skepp har sökt nödhamn undan en våldsam storm och ligger för ankar i en bukt nära hemtrakten. Daland är på dåligt humör. Sju mil från hemmet har han drivit på grund av stormen. Han går ned i byssan och överlämnar vakten till styrmannen, som försöker få tiden att gå genom att sjunga en visa ("Mit Gewitter und Sturm aus fernem Meer"). Uttröttad som han är somnar han. En mystisk, mörkmålad skuta glider in i hamnen. En man med likblekt ansikte och insvept i en svart mantel går i land. Åter har sju år förflutit. Mannen, som på grund av hädelse är dömd att i evighet irra omkring på haven, går i land för att söka efter en kvinna som kan befria honom från förbannelsen. Förgäves har han sökt döden i kamp med havets element och med sjörövare. Han beklagar sitt dystra öde ("Die Frist ist um, und abermals verstrichen sind sieben Jahr"). Daland kommer upp på däck och får syn på det främmande skeppet och mannen på land. Han får höra att den främmande är en holländare, som rest vida omkring utan att finna vägen tillbaka till sitt eget land. Daland bjuder hem honom till sig och den främmande ger honom i gengäld en kista, fylld med guld och diamanter. Dalande berättar att han har en dotter som heter Senta, och den främmande vill att hon skall bli hans hustru. Daland gläder sig över att få en rik svärson och accepterar erbjudandet. De båda skepparna ger sig iväg hem till Daland.

### Akt II

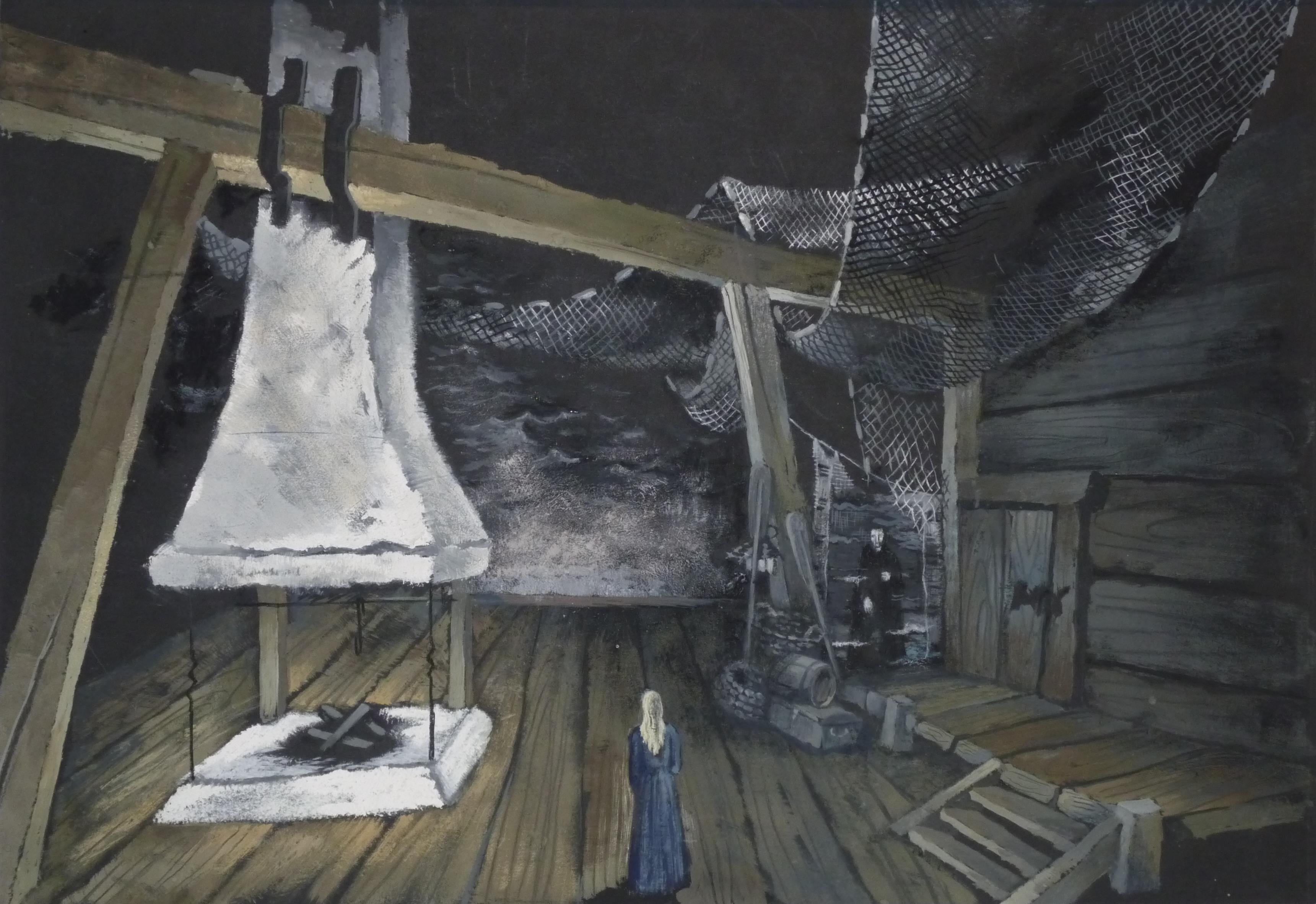
Scenografiskiss av Helmut Jürgens till en föreställning i München 1950.

Några kvinnor spinner i den stora salen hemma hos Daland ("Summ und brumm, du gutes Rädchen"), och den främsta bland dem är Mary, som varit barnjungfru för Senta. Sentas tankar är ständigt hos den olycklige holländaren och legenden om honom. En gammal tavla föreställande honom finns också över dörren in till stugan. Medan de andra kvinnorna flitigt arbetar, sitter Senta försjunken i tankar framför tavlan. Mary uppmanas att sjunga visan om holländaren, men hon vill inte. Då sjunger Senta själv balladen om den olycklige holländaren, som kan frälsas enbart om en kvinna lovar honom sin trofasta kärlek ("Jo-ho-hoe! Traft ihr das Schiff im Meere an"). Senta är gripen av sägnen om holländaren och röjer sin innersta önskan: att få bli den kvinna som räddar honom. Sentas vän, jägaren Erik, kommer och blir förskräckt över vad Senta säger. Då han meddelar att Dalands skepp är i annalkande ger sig kvinnorna iväg för att möta det.
Erik återvänder med Senta. Han berättar om en dröm han har haft. I sällskap med Daland kommer en främmande man. Det är mannen vars bild hänger över dörren. Senta jublar av glädje. Hon är villig att offra sig för honom, men inför detta blir Erik förskräckt och ger sig iväg. Senta blir ensam. Då öppnas dörren och framför henne står en blek gestalt. Bakom honom syns Daland. Han berättar om sitt möte med den främmande mannen, att han är rik och att han har bett om Sentas hand. Den främmande vågar först inte tro att Senta vill bli hans och vara trofast mot honom. Daland är mycket nöjd med resultatet och lovar att ställa till med en stor förlovningsfest.

### Akt III
Dalands och holländarens skepp ligger förtöjda vid bryggan. De norska kvinnorna har med sig mat och vin, och Dalands sjömän tar med glädje emot dem. De sjunger och dansar. Men det främmande skeppet ligger där mörkt och livlöst. Då norrmännen försöker få holländarna med på festen, blir det plötsligt liv på det döda skeppet, där manskapet sjunger en förskräcklig och ohygglig kör ("Steuermann, lass die Wacht!"). Erik kommer ut från Dalands hus och anklagar Senta för att hon svikit honom. Hon försvarar sig med att hon på allvar aldrig lovat Erik något, och hon tillfogar att hans smärta inte betyder något jämförd med den främmande mannens lidande.
Den främmande blir vittne till detta uppträde och tror att Senta brutit sitt löfte. Men då hon ännu inte avlagt sitt löfte inför Gud, kommer hon att bli skonad från förbannelsen som annars träffar även dem som varit otrogna mot honom. Därmed bekänner han vem han i verkligheten är. Han ger sina män order om att göra skeppet klart för segling och går ombord. Senta ropar till honom att hon hela tiden vetat vem han var och att hon inte vill svika honom. Hon kastar sig i havet och offrar sig för honom. Holländarens skepp går på grund och sjunker. Upp ur havet stiger holländarens och Sentas gestalter mot himmelen.

## Musiken
Wagners Holländaren, hans fjärde fullbordade opera, står på tröskeln till ett genomkomponerat musikdrama. Även om man kan tala om en "oändlig melodi" från Lohengrin och framåt, är "sifferoperakaraktären" fortfarande förhärskande hos holländaren. Recitativ, ballader, arior, duetter och körnummer är fortfarande lätt att känna igen. För att understryka verkets "balladkaraktär" ville Wagner att det skulle spelas igenom utan pauser, men detta praktiseras inte alltid. 

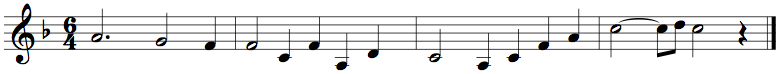
Ledmotivet till Sentas ballad.

I centrum för verket står Sentas ballad, som sammanfattar hela verkets ganska bryska karaktär på ett bra sätt. Den mörka och impulsiva tonen slås dock redan av verkets stormiga ouvertyr. Holländarens aria i första aktens framträdande har också behållits i denna ton. Dominansen av slutna sångformer går som en röd tråd genom de två första scenerna. Kännetecknande för hela operan är den musikaliskt imponerande skildringen av naturens krafter. Stråkar låter höga vågor dundra mot den karga norska kusten, stormar och blixtar betecknas med bleckblås, särskilt tromboner och trumpeter, och koncisa musikaliska motiv. "Johohoe" av sjömännen på spökskeppet verkar nästan kuslig, medan Dalands och hans mäns värld är tecknad på ett mer Biedermeier-mysigt sätt. Som en av de mest kända operakörerna visar Matroskören i början av den tredje scenen hur oförenlig verklighet och vision är: den till synes kraftfulla sången från Dalands sjömän läggs långsamt över och absorberas nästan av de overkliga ljuden från det holländska skeppet.
Det är anmärkningsvärt att kompositören år 1880, tre år före sin död (1883), fortfarande funderade på att revidera och förbättra sitt verk från 1841, som länge hade spelats framgångsrikt överallt. Vid Festspelen i Bayreuth uppfördes Den flygande holländaren först 1901 i en uppsättning av Siegfried Wagner och under musikalisk ledning av Felix Mottl. Därmed fullbordades den "Bayreuthkanon" av Wagners verk som fortfarande framförs i Bayreuth.

## Speltid i Bayreuth
Vid Festspelen i Bayreuth var det vanligt att dokumentera längden på de enskilda akterna, men alla år registrerades inte. Speltiden skilde sig också från år till år och från föreställning till föreställning med samma dirigent. Typen av röst och sångarnas temperament hade också en inverkan på speltiden.

### Översikt (1901 till 1971)
- Kortaste speltid: 2:06 timmar, Wolfgang Sawallisch (1959), Otmar Suitner (1965)
- Längsta speltid: 2:33 timmar, Hans Knappertsbusch (1955)
- Tidsspann: 27 min. (21 %, baserat på den kortaste speltiden)

### Speltid hos enskilda dirigenter
| År   | Dirigent            | Speltid |
| ---- | ------------------- | ------- |
| 1901 | Felix Mottl         | 2:27    |
| 1914 | Siegfried Wagner    | 2:23    |
| 1939 | Karl Elmendorff     | 2:22    |
| 1942 | Richard Kraus       | 2:17    |
| 1955 | Joseph Keilberth    | 2:25    |
| 1955 | Hans Knappertsbusch | 2:31    |
| 1955 | Hans Knappertsbusch | 2:33    |
| 1959 | Wolfgang Sawallisch | 2:06    |
| 1965 | Otmar Suitner       | 2:06    |
| 1969 | Silvio Varviso      | 2:15    |
| 1969 | Silvio Varviso      | 2:11    |
| 1971 | Karl Böhm           | 2:12    |
| 1971 | Karl Böhm           | 2:14    |
| 1971 | Hans Wallat         | 2:17    |

## Inspelningar (urval)
- Der fliegende Holländer. Donald McIntyre, Catarina Ligendza, Bengt Rundgren. Bayerisches Staatsorchester. Wolfgang Sawallisch, dirigent. DG DVD 073 4433.[14]
- Der fliegende Holländer. Bernd Weikl, Cheryl Studer, Placido Domingo, Peter Seiffert, Hans Sotin. Chor und Orchester der Deutschen Oper Berlin. Giuseppe Sinopoli, dirigent. DG 437 778-2. 2 CD.[14]